# Korpus Oficerów Żandarmerii (1816–1830)
Korpus Oficerów Żandarmerii 1816–1830 – oficerowie Wojska Polskiego pełniący służbę w Korpusie Żandarmerii w latach 1816–1830.

## Utworzenie
17 października 1816 roku car Rosji i król Polski, Aleksander I wydał dekret o utworzeniu Żandarmerii w Królestwie Polskim. Wspomniany akt prawny między innymi zawierał etat formacji zgodnie, z którym w Korpusie Żandarmerii powinno pełnić służbę 43 oficerów, w tym jeden pułkownik, jeden podpułkownik lub major, ośmiu kapitanów i trzydziestu trzech poruczników lub podporuczników. Szczegółowa organizacja korpusu została przedstawiona w haśle Dywizjon Karabinierów Konnych.
Dowódca korpusu podlegał generałowi jazdy Aleksandrowi Rożnieckiemu. Organizatorem korpusu i jego pierwszym dowódcą został pułkownik Stanisław Dulfus. Na to stanowisko został wyznaczony dzięki poparciu generała Rożnieckiego, któremu opłacił się kwotą 2000 dukatów.
25 grudnia 1816 roku (6 stycznia 1817 roku) Naczelny Wódz, wielki książę Rosji Konstanty Pawłowicz Romanow awansował na podporucznika w Pułku 2-im Strzelców Pieszych podoficera Andrzeja Popielnickiego i przeznaczył go w tym stopniu do Żandarmerii.
22 stycznia (3 lutego) 1817 roku Naczelny Wódz, wielki książę Rosji Konstanty awansował na kapitana w Pułku 3-go Piechoty Liniowej porucznika Antoniego Malskiego i przeznaczył go w tym stopniu do Żandarmerii.
12 (24) lutego 1817 roku Naczelny Wódz, wielki książę Rosji Konstanty przydzielił do Korpusu Żandarmerii 20 kapitanów, 13 poruczników i 7 podporuczników.
W 1817 roku stan faktyczny oficerów żandarmerii znacząco odbiegał od stanu etatowego. Poza jednym pułkownikiem i jednym podpułkownikiem służbę pełniło aż 22 kapitanów oraz 13 poruczników i 8 podporuczników:
| - pułkownik Stanisław Dulfus - podpułkownik Antoni Wieniawski - kpt. Ignacy Rozmysłowski - kpt. Wincenty Radzikowski - kpt. Tomasz Łuczycki - kpt. Kacper Wężyk - kpt. Ignacy Drozd (Drost) - kpt. Józef Marchocki - kpt. Kazimierz Olexiński - kpt. Donat Porzycki - kpt. Józef Błeszyński - kpt. Michał Oyrzanowski - kpt. Józef Czerniewski - kpt. Karol Michaelis - kpt. Mikołaj Siciński (Sieciński) | - kpt. Jerzy Lewartowski - kpt. Walery Kleszczyński - kpt. Jakub Jurgaszko - kpt. Benedykt Peszyński - kpt. Antoni Rożański - kpt. Stefan Szlagowski - kpt. Nikodem Miracki - kpt. Józef Urbanowski - kpt. Antoni Malski - por. Wiktor Karsznicki - por. Franciszek Ciołkowski - por. Franciszek Milewski - por. Ignacy Tarnowski - por. Kazimierz Lemański - por. Telesfor Borowski | - por. Feliks Załęski - por. Jan Walicki - por. Stanisław Zawadzki - por. Xawery Woynarowski - por. Józefat Kadłubiski - por. Karol Remiszewski - por. Maciej Siodołkiewicz - ppor. Mateusz Malinowski - ppor. Józef Bohdanowicz - ppor. Jan Kacper Krassowski - ppor. Kazimierz Woycicki - ppor. Kacper Tokarski - ppor. Józef Floręcki - ppor. Stanisław Goliszewski - ppor. Andrzej Popielnicki |

## Lata 1818–1825
Po pierwszym roku funkcjonowania Żandarmerii z jej szeregów ubyła ¼ oficerów. Zapewne był to wystarczająco długi odcinek czasu na to, by stwierdzić niezdatność części oficerów do służby w formacji na poły wojskowej, na poły policyjnej. Pozostali uzyskali przeniesienia do oddziałów piechoty i jazdy oraz Korpusu Weteranów i Inwalidów:
- kpt. Kazimierz Olexiński odszedł ze służby,
- kpt. Józef Błeszyński oficer na „reformie”[5] przydzielony do Pułku 4 Strzelców Konnych,
- kpt. Ignacy Rozmysłowski przeniesiony do Pułku 3 Strzelców Pieszych,
- kpt. Stefan Szlagowski przeniesiony do Pułku 5 Piechoty Liniowej,
- por. Ignacy Tarnowski (nie figuruje w Roczniku 1818),
- por. Telesfor Borowski (nie figuruje w Roczniku 1818),
- por. Józefat Kadłubiski (nie figuruje w Roczniku 1818),
- por. Maciej Siodołkiewicz (nie figuruje w Roczniku 1818),
- ppor. Mateusz Malinowski (nie figuruje w Roczniku 1818),
- ppor. Andrzej Popielnicki przeniesiony do Kompanii 7 Weteranów w Województwie Mazowieckim,

Wymienionych wyżej oficerów zastąpili:
- kpt. Józef Bogusławski przeniesiony z Kompanii 2 Inwalidów w Warszawie,
- kpt. Jan Strączyński przeniesiony z Pułku 4 Ułanów,
- kpt. Michał Ciemniewski przeniesiony z Pułku 1 Strzelców Konnych (w 1817 awansowany na kpt.a w Pułku 3 Strzelców Konnych),
- kpt. Michał Chylewski przeniesiony z Kompanii 3 Weteranów w Województwie Kaliskim,
- kpt. Ignacy Cywiński przeniesiony z Pułku 3 Piechoty Liniowej,
- kpt. Jan Wydorowski przydzielony z „reformy” (przydział do Pułku 4 Strzelców Konnych),
- por. Tomasz Jeżowski przeniesiony z Pułku 5 Piechoty Liniowej,
- por. Łukasz Sikorski przeniesiony z „reformy” (przydział do Pułku 4 Piechoty Liniowej),
- por. Michał Urbanowicz (w 1817 poza służbą czynną),
- ppor. Jan Mikoszewski przeniesiony z Pułku 4 Ułanów,
- ppor. Józef Janikowski (nie figuruje w Roczniku 1817).

W ciągu kolejnych dziesięciu lat sytuacja kadrowa był bardzo stabilna. Liczba oficerów, którzy opuszczali szeregi korpusu równała się liczbie oficerów powołanych do Żandarmerii i nie przekraczała liczby czterech. W 1823 roku nie odnotowano przypadków przyjęcia i odejścia ze służby. Do roku 1825 ogólny stan oficerów utrzymywał się na tym samym poziomie (46).
| Liczba oficerów | 1817 | 1818 | 1819 | 1820 | 1821 | 1822 | 1823 | 1824 | 1825 | 1826 | 1827 | 1828–1829 | 1830 |
| --------------- | ---- | ---- | ---- | ---- | ---- | ---- | ---- | ---- | ---- | ---- | ---- | --------- | ---- |
| Przybycia       | 0    | 11   | 4    | 2    | 2    | 3    | 0    | 2    | 2    | 2    | 1    | 5         | 0    |
| Ubycia          | 0    | 10   | 4    | 3    | 2    | 2    | 0    | 2    | 2    | 4    | 0    | 6         | 0    |
| Stan            | 45   | 46   | 46   | 45   | 45   | 46   | 46   | 46   | 46   | 44   | 45   | 44        | 44   |

W 1819 roku przybyli:
- kpt. Wojciech Sadowski z Pułku 7 Piechoty Liniowej
- kpt. Franciszek Białoskurski z Pułku 2 Ułanów (w 1818 awansowany na kpt.a),
- ppor. Antoni Wyszyński z „reformy” (przydział do Pułku 3 Ułanów),
- ppor. Franciszek Kontrymowicz (nie figuruje w Roczniku 1818),

zostali przeniesieni:
- kpt. Kacper Wężyk do Pułku 6 Piechoty Liniowej,
- kpt. Tomasz Łuczycki do Pułku 3 Strzelców Pieszych,

kpt. Michał Oyrzanowski do Pułku 4 Ułanów
- kpt. Jan Strączyński do Pułku 4 Ułanów.

W 1820 roku przybyli:
- kpt. Jan Borzysławski z Pułku 2 Ułanów (w 1819 awansowany na kpt.a),
- ppor. Tomasz Grudziński (nie figuruje w Roczniku 1819),

zmarli:
- kpt. Ignacy Drozd (Drost),
- kpt. Józef Czerniewski,
- ppor. Józef Janikowski (Jankowski).

W 1821 roku przybyli:
- ppor. Józef Stupnicki (nie figuruje w Roczniku 1820),
- ppor. Józef Ładowski (nie figuruje w Roczniku 1820),

zostali przeniesieni:
- kpt. Józef Bogusławski do Kompanii 10 Weteranów w Województwie Podlaskim,
- ppor. Stanisław Goliszewski do Pułku 1 Strzelców Konnych.

W 1822 roku przybyli:
- kpt. Ignacy Bartosiewiecki z Pułku 3 Strzelców Konnych,
- ppor. Franciszek Kobyliński z Pułku 2 Ułanów
- podoficer Michał Kowalski z Pułku Grenadierów Gwardii z równoczesnym awansem na ppor.a,

ubyli:
- kpt. Walery Kleszczyński otrzymał dymisję,
- kpt. Wojciech Sadowski przeniesiony na „reformę” z przydziałem do Pułku 7 Piechoty Liniowej.

W 1824 roku przybyli:
- ppor. Paweł Pętkowski,
- ppor. Benedykt Turkiewicz

ubyli:
- kpt. Jan Borzysławski, zmarł,
- ppor. Jan Kacper Krassowski przeniesiony do Kompanii 7 Weteranów w Województwie Mazowieckim.

W 1825 roku przybyli:
- ppor. Mikołaj Roszkowski,
- wachmistrz Mikołaj Zieliński awansowany na podporucznika,

ubyli:
- kpt. Donat Porzycki otrzymał dymisję w stopniu majora z prawem noszenia munduru i pensją,
- kpt. Michaelis otrzymał dymisję,
- ppor. Kowalski przeniesiony do Korpusu Weteranów i Inwalidów,

## Lata 1826–1829
W 1826 roku przybyli:
- ppłk Antoni Strażyński z Pułku 2 Piechoty Liniowej na stanowisko dowódcy Żandarmerii,
- ppor. Piotr Burkhardt,

w tym samym czasie ubyli:
- płk Stanisław Dulfus przeniesiony na „reformę” (w 1827 przykomenderowany do Jazdy),
- ppłk Antoni Wieniawski umieszczony w Wojsku (w 1827 poza służbą czynną),
- por. Stanisław Zawadzki „wykreślony z kontroli” (jedyny oficer o tym imieniu i nazwisku od 1825 był audytorem Pułku 4 Strzelców Konnych),
- ppor. Michał Kowalski.

W następnym roku przybył ppor. Ignacy Medyński.
W latach 1828–1829 przybyli:
- kpt. Franciszek Fryderycy (w latach 1825–1827 poza służbą czynną),
- por. Marcin Jaworski (komendant Poczty do Wymiany Dezerterów w Pyzdrach),
- por. Franciszek Wyganowski z Pułku 6 Piechoty Liniowej,
- ppor. Adam Rakowski z Pułku 6 Piechoty Liniowej,
- ppor. Antoni Kunicki,

przeniesieni zostali:
- ppor. Mikołaj Zieliński otrzymał żądaną dymisję[6] z pensją,
- por. Xawery Woynarowski,
- kpt. Michał Ciemniewski do Kompanii 9 Weteranów w Województwie Krakowskim,
- por. Jan Walicki do Kompanii 10 Weteranów w Województwie Podlaskim z równoczesnym awansem na kpt.a,

zmarli:
- kpt. Józef Urbanowski,
- por. Franciszek Ciołkowski.

## Lata 1830–1831
15 listopada 1830 roku podpułkownik Antoni Strażyński został zdymisjonowany, a w nocy z 29 na 30 listopada tego roku rozpoczęło się powstanie listopadowe. Na prowincji żandarmeria zawiesiła swoją działalność. Niektórzy oficerowie zbiegli za granicę, a później do Rosji, innych sprowadzono do Warszawy jako więźniów. Po skoncentrowaniu korpusu pod Warszawą i reorganizacji 19 oficerów zostało przeniesionych do jazdy, a dwóch do weteranów. W ich miejsce oddelegowano trzech oficerów.

## Podsumowanie
Ogółem w latach 1816–1830 służbę w Żandarmerii pełniło 79 oficerów, w tym jeden pułkownik, dwóch podpułkowników, jeden major, 31 kapitanów, 19 poruczników i 25 podporuczników. Osiemnastu oficerów (23%) pełniło nieprzerwanie służbę od powstania Żandarmerii aż do jej likwidacji. Cechą charakterystyczną tej grupy oficerów był brak możliwości awansu. W ciągu 14 lat istnienia Żandarmerii, w ostatnim roku jej istnienia, awansował tylko jeden oficer – Ignacy Cywiński z kapitana na majora (kapitan Donat Porzycki w 1825 awansował na majora z chwilą przeniesienia w stan spoczynku). Spowodowane było to większą, w stosunku do etatu, liczbą kapitanów oraz istnieniem tylko jednego stanowiska zaszeregowanego do stopnia majora – podpułkownika. Nieliczni z oficerów, którzy w 1831 roku walczyli w szeregach Dywizjonu Karabinierów Konnych awansowali na wyższe stopnie: porucznik Franciszek Wyganowski i podporucznik Franciszek Kobyliński awansowali na kapitanów, a podporucznik Paweł Pętkowski awansował na porucznika.
Korpus oficerów żandarmerii stanowił niedużą, w stosunku do ogółu służących w armii, grupę oficerów. Ich liczba była mniejsza od liczby oficerów pełniących służbę w poszczególnych pułkach piechoty i jazdy.
Funkcję adiutanta dowódcy Żandarmerii pełnili:
- ppor. Franciszek Kontrymowicz 1819–1820
- ppor. Tomasz Grudziński 1820–1821
- ppor. Józef Stupnicki 1821–1825
- ppor. Benedykt Turkiewicz 1825–1826
- ppor. Mikołaj Zieliński 1826–1827
- ppor. Ignacy Medyński 1827–1828? 1829
- ppor. Józef Stupnicki 1828? 1829–1830